# Amur Chabarovsk
Amur Chabarovsk (rusky Амур Хабаровск) je profesionální ruský hokejový tým. Byl založen v roce 1966.

## Vývoj názvů týmu
- SKA Chabarovsk (1966–1997)
- Amur Chabarovsk (od roku 1997)

## Přehled účasti v KHL
| Rusko                       |        |                                                            |                  |
| Sezóny                      | Soutěž | Play off                                                   | Kapitán          |
| 2008/2009                   | KHL    | Ne                                                         | bez kapitána     |
| 2009/2010                   | KHL    | Ne                                                         | Alexej Kopejkin  |
| 2010/2011                   | KHL    | Ne                                                         | Alexej Kopejkin  |
| 2011/2012                   | KHL    | Osmifinále (prohra 0:4 na zápasy s Avangard Omsk)          | Dmitrij Tarasov  |
| 2012/2013                   | KHL    | Ne                                                         | Dmitrij Tarasov  |
| 2013/2014                   | KHL    | Ne                                                         | Dmitrij Tarasov  |
| 2014/2015                   | KHL    | Ne                                                         | Dmitrij Tarasov  |
| 2015/2016                   | KHL    | Ne                                                         | Dmitrij Tarasov  |
| 2016/2017                   | KHL    | Ne                                                         | Vitalij Atjušov  |
| 2017/2018                   | KHL    | Osmifinále (prohra 1:4 na zápasy s Ak Bars Kazaň)          | Vitalij Atjušov  |
| 2018/2019                   | KHL    | Ne                                                         | Vitalij Atjušov  |
| 2019/2020                   | KHL    | play off se nedohrálo do konce                             | Maxim Kondratěv  |
| 2020/2021                   | KHL    | Ne                                                         | Tomáš Zohorna    |
| 2021/2022                   | KHL    | Ne                                                         | bez kapitána     |
| 2022/2023                   | KHL    | Ne                                                         | Ivan Nikolišin   |
| 2023/2024                   | KHL    | Osmifinále (prohra 2:4 na zápasy s Metallurg Magnitogorsk) | Jevgenij Gračjov |
| 2024/2025                   | KHL    | Ne                                                         | Jevgenij Gračjov |
| Zdroj na Eliteprospects.com |        |                                                            |                  |

## Češi a Slováci v týmu
| Ročník                                                                   | Hráči ČR | Hráči SR                                       | Link |
| ------------------------------------------------------------------------ | --- | ---------------------------------------------- | ---- |
| 2001/2002                                                                | nikdo | Igor Rataj, Roman Stantien                     |      |
| 2002/2003                                                                | nikdo | nikdo                                          |      |
| 2003/2004                                                                | nikdo | nikdo                                          |      |
| 2004/2005                                                                | nikdo | nikdo                                          |      |
| 2005/2006                                                                | nikdo | nikdo                                          |      |
| 2006/2007                                                                | Ivan Padělek | Pavol Rybár                                    |      |
| 2007/2008                                                                | Jan Platil | nikdo                                          |      |
| 2008/2009                                                                | nikdo | nikdo                                          |      |
| 2009/2010                                                                | nikdo | nikdo                                          |      |
| 2010/2011                                                                | nikdo | Roman Kukumberg                                |      |
| 2011/2012                                                                | Martin Růžička, Jakub Petružálek, Petr Vrána | Ján Lašák                                      |      |
| 2012/2013                                                                | Jakub Petružálek | Ján Lašák                                      |      |
| 2013/2014                                                                | Jakub Petružálek | nikdo                                          |      |
| 2014/2015                                                                | nikdo | Marcel Haščák, Michel Miklík, Rastislav Špirko |      |
| 2015/2016                                                                | Jan Kolář , Tomáš Zohorna | Michel Miklík                                  |      |
| 2016/2017                                                                | Jan Kolář, Tomáš Zohorna | nikdo                                          |      |
| 2017/2018                                                                | Jan Kolář, Marek Kvapil odchod do Bílí Tygři Liberec, Michal Jordán, Tomáš Zohorna | nikdo                                          |      |
| 2018/2019                                                                | Libor Kašík (odchod do HC Kometa Brno), Michal Jordán, Jan Kolář, Tomáš Zohorna, Tomáš Filippi (odchod do Bílí Tygři Liberec) Marek Langhamer, Marek Hrbas                               | nikdo                                          |      |
| 2019/2020                                                                | Michal Jordán, Ondřej Vitásek, Hynek Zohorna, Tomáš Zohorna, Marek Langhamer | nikdo                                          |      |
| 2020/2021                                                                | Michal Jordán, Hynek Zohorna, Tomáš Zohorna 30.1.2021 odchod do HC Dynamo Pardubice, Marek Langhamer, Dominik Mašín                                                                      | nikdo                                          |      |
| 2021/2022                                                                | Patrik Bartošák - odchod do Pelicans, Michal Jordán, Dominik Mašín - odchod do Ilves-Hockey, David Tomášek 1.2.2022 odchod do HC Sparta Praha, Radan Lenc 3.2.2022 odchod do Frölunda HC | nikdo                                          |      |
| 2022/2023                                                                | Michal Jordán | nikdo                                          |      |
| 2023/2024                                                                | nikdo | nikdo                                          |      |
| 2024/2025                                                                | nikdo | nikdo                                          |      |
| 2025/2026                                                                | nikdo | nikdo                                          |      |
| Češi - Zdroj na Eliteprospects.com Slováci - Zdroj na Eliteprospects.com | |                                                |      |